# سیارک ۱۳۰۸۸
سیارک ۱۳۰۸۸ (به انگلیسی: 13088 Filipportera، نامگذاری:1992PB1) سیزده هزار و هشتاد و هشتمین سیارک کشف شده‌است که در ۸ اوت ۱۹۹۲ کشف شد.
قدر مطلق سیارک برابر ۳۵.۴ است.